# Camptoscaphiella loebli
Espèce
Camptoscaphiella loebli est une espèce d'araignées aranéomorphes de la famille des Oonopidae.

## Distribution
Cette espèce est endémique du Bengale-Occidental en Inde. Elle se rencontre dans le district de Darjeeling vers 1 800 m d'altitude.

## Description
Le mâle holotype mesure 1,65 mm et la femelle 1,95 mm.

## Étymologie
Cette espèce est nommée en l'honneur d'Ivan Löbl.

## Publication originale
- (en) Barbara C. Baehr et Darrell Ubick, « A review of the Asian goblin spider genus Camptoscaphiella (Araneae, Oonopidae) », American Museum Novitates, New York, Musée américain d'histoire naturelle, vol. 3697, no 3697,‎ 2010, p. 1-65 (ISSN 0003-0082 et 1937-352X, OCLC 47720325, DOI 10.1206/3697.2, lire en ligne).